# Бад-Цурцах
Бад-Цурцах (нем. Bad Zurzach) — населённый пункт в Швейцарии, центр округа Цурцах, входит в состав коммуны Цурцах в кантоне Аргау.
Население составляет 4058 человек (на 31 декабря 2007 года). Официальный код — 4323.
До 2021 года был самостоятельной коммуной. С 1 января 2022 года объединён с 7 другими коммунами в коммуну Цурцах.